# Kreshnik Gjata
Kreshnik Gjata (Pogradec, 23 juni 1983) is een Albanees voormalig zwemmer. Hij legde zich voornamelijk toe op de 50 m, 100 m en 200 m vrije slag.
Hij slaagde erin om zich te kwalificeren voor de Olympische Zomerspelen in Athene in 2004. In de eerste ronde van de 50 m vrije slag klokte Kreshnik af op 26.61 sec. Hiermee eindigde zijn Olympisch avontuur met een 66e plaats in de 1e ronde.

## Internationale toernooien
| Jaar | Olympische Spelen   | WK langebaan                                                    | WK kortebaan  | EK langebaan  | EK kortebaan  |
| ---- | ------------------- | --------------------------------------------------------------- | ------------- | ------------- | ------------- |
| 2003 |                     | 94e 200 m vrije slag 137e 50 m vrije slag 150e 100 m vrije slag |               |               | geen deelname |
| 2004 | 66e 50 m vrije slag |                                                                 | geen deelname | geen deelname | geen deelname |